# زلگ گالشیچ
زلگ گالشیچ (انگلیسی: Zelg Galešić؛ زادهٔ ۱۶ فوریهٔ ۱۹۷۹) ورزشکار هنرهای رزمی ترکیبی و تکواندوکار اهل کرواسی است.